# Twierdzenie Modiglianiego-Millera

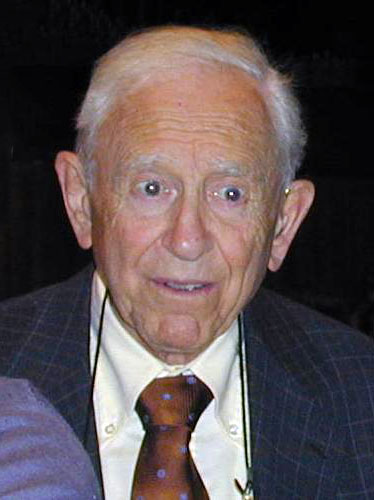
Franco Modigliani podczas serii wykładów dla laureatów Nagrody Nobla Ford/MIT 18 września 2000 r. w Kresge Auditorium w Massachusetts Institute of Technology, Cambridge.

Twierdzenie Modiglianiego-Millera – fundamentalne twierdzenie dotyczące finansów przedsiębiorstw udowodnione na przełomie lat 50. i 60. XX wieku przez dwóch amerykańskich ekonomistów Franco Modiglianiego i Mertona Millera. Między innymi za to osiągnięcie obaj zostali uhonorowani Nagrodą Banku Szwecji im. Alfreda Nobla w dziedzinie ekonomii – Modigliani w 1985 roku, a Miller w 1990 roku.
Współcześnie za twierdzenie Modiglianiego-Millera uważa się cztery oddzielne twierdzenia sformułowane w serii trzech artykułów opublikowanych w latach 1958, 1961 oraz 1963. Zgodnie z pierwszym twierdzeniem, wartość przedsiębiorstwa nie zależy od stosunku jego długu do kapitału własnego, struktury kapitału, czyli sposobu finansowania przedsiębiorstwa. Drugie twierdzenie głosi, że dźwignia finansowa firmy nie ma wpływu na średni ważony koszt kapitału, czyli że koszt kapitału własnego jest funkcją liniową wskaźnika długu do kapitału własnego. Zgodnie z trzecim twierdzeniem wartość firmy jest niezależna od jej polityki dywidend. Wreszcie czwarte twierdzenie głosi, że właściciele kapitału własnego są obojętni, jeżeli chodzi o politykę finansową przedsiębiorstwa.
Należy pamiętać, że twierdzenia te zostały sformułowane i udowodnione jedynie przy silnych założeniach, które zazwyczaj nie są spełnione w praktyce. W szczególności należą do nich:
1. neutralna polityka podatkowa,
2. brak niedoskonałości rynku, takich jak koszty transakcyjne, ograniczenia handlu czy koszty bankructwa,
3. symetryczny dostęp do rynków kredytowych, oraz
4. założenie, że polityka finansowa przedsiębiorstw nie ujawnia żadnych informacji.

Tezy twierdzenia Modiglianiego-Millera są powszechnie uważane za kontrowersyjne i niemożliwe do udowodnienia w rzeczywistym świecie. Próby ich obalenia skupiły się zatem na szczegółowej analizie założeń leżących u podstaw twierdzenia, a ich systematyczna analiza doprowadziła do znacznego poszerzenia wiedzy w dziedzinie ekonomii i finansów przedsiębiorstw.
Dowód twierdzenia oparty jest na zasadzie arbitrażu. W przypadku, gdy założenia są spełnione, inwestorzy mogą, nie ponosząc żadnych kosztów, dowolnie replikować działania finansowe przedsiębiorstwa. W ten sposób, jeżeli są niezadowoleni z obowiązującej struktury kapitału, mogą ją w dowolny sposób zmodyfikować, podejmując odpowiednie własne działania. Użycie dowodu w oparciu o arbitraż było nowatorskim rozwiązaniem i od tego czasu zastosowano je w finansach wielu innych okolicznościach, na przykład do wyprowadzenia wzoru Blacka-Scholesa.

## Literatura dodatkowa
- F. Modigliani, M.H. Miller. The Cost of Capital, Corporate Finance and the Theory of Investment. „American Economic Review”. 48, s. 261-297, 1958.
- M.H. Miller, F. Modigliani. Dividend Policy, Growth and the Valuation of Shares. „Journal of Business”. 34, s. 411-433, 1961.
- F. Modigliani, M.H. Miller. Corporate Income Taxes and the Cost of Capital: A Correction. „American Economic Review”. 53, s. 433-443, 1963.
- M.H. Miller. The Modigliani-Miller Proposition after Thirty Years. „Journal of Economic Perspectives”. 2, s. 99-120, 1988.